# 노마 맥밀란
노마 맥밀란(Norma MacMillan, 1921년 9월 15일 ~ 2001년 3월 16일)은 캐나다의 영화배우이다.
밴쿠버에서 태어났으며 밴쿠버에서 사망하였다.

## 영화
- 헤드 오버 힐스 (2001년)
- 톰 소여의 모험 (1998년)
- 악몽의 13층 (1990년)
- 인생의 반전 (1988년)
- 마녀의 심판 (1987년)
- 언더독 - 시리즈 (1964년)